# Vigy
Vigy é uma comuna francesa na região administrativa do Grande Leste, no departamento de Mosela. Estende-se por uma área de 17.07 km², e possui 1.735 habitantes, segundo o censo de 2018, com uma densidade de 100 hab/km².